# Jason Raize
Jason Raize Rothenberg (ur. 20 lipca 1975 w Oneonta, zm. 3 lutego 2004 w Yass, w Australii) – amerykański aktor teatralny i głosowy, piosenkarz i aktywista. Działał na rzecz ochrony środowiska, otrzymał tytuł Ambasadora Dobrej Woli Programu Narodów Zjednoczonych ds. Ochrony Środowiska.

## Wczesne lata
Urodził się w Oneonta w stanie Nowy Jork. Wychowywał się w Catskill, w południowo-wschodniej części stanu Nowy Jork. Występował już jako nastolatek, kiedy jego macocha zapisała go na letnie warsztaty szekspirowskie. W liceum, po przeprowadzce z ojcem do Oneonta, Raize występował w sztukach licealnych. Przeprowadził się do Nowego Jorku, gdzie krótko uczęszczał do American Musical and Dramatic Academy (AMDA).

## Kariera
W 1994 porzucił swoje nazwisko „Rothenberg” i użył drugiego imienia „Raize” jako swojego zawodowego nazwiska. Występował też w regionalnych produkcjach w Orpheus Theatre takich jak Gypsy: A Musical Fable, Dźwięki muzyki i West Side Story. Grał na scenie Bucks County Playhouse w New Hope w hrabstwie Bucks w Pensylwanii w musicalach: Oklahoma! jako Jess/Dream Curly, Król i ja jako Lun Tha, Phantom w roli głównej oraz The Rocky Horror Show jako Rocky.
W wieku dziewiętnastu lat został włączony do obsady północnoamerykańskiej trasy musicalu Jesus Christ Superstar, gdzie śpiewał u boku Teda Neeleya i Carla Andersona, zastępując Dennisa DeYounga w roli Poncjusza Piłata. Następnie odbył tournée z Miss Saigon i został obsadzony podczas krajowej trasy koncertowej musicalu Król i ja z Hayley Mills. W 1997 na Broadwayu otrzymał musicalową rolę Simby w przedstawieniu Julie Taymor Lion King.
Gościł w programie Rosie O’Donnell występując w piosenkach „Endless Night” i „He Lives in You” oraz programie Good Morning America z piosenką „Can You Feel the Love Tonight”. W 2000 Raize i Jessica Simpson wystąpili w specjalnym kanale Disney Channel w Jessica Simpson and Jason Raize in Concert.
W 2003 użyczył głosu Denahi w filmie animowanym Mój brat niedźwiedź.
Prowadził program telewizyjny Keep It Wild With Jason Raize.
7 lutego 2004 o godz. 11.15 znaleziono jego ciało. Popełnił samobójstwo, wieszając się w szopie na terenie gospodarstwa w Yass. Raport zaginionej osoby został złożony cztery dni wcześniej, co przyjęto za datę jego śmierci.